# Дрец (Бранденбург)
Дрец (нем. Dreetz) — община в Германии, в земле Бранденбург.
Входит в состав района Восточный Пригниц-Руппин. Подчиняется управлению Нойштадт (Доссе). Население составляет 1206 человек (на 31 декабря 2010 года). Занимает площадь 64,43 км².
Коммуна подразделяется на 3 сельских округа.
| Год  | Население |
| ---- | --------- |
| 2005 | 1261      |
| 2010 | 1230      |